# 西殿村 (章丘市)
西殿村,中华人民共和国山东省济南市章丘市水寨镇所辖的一个行政村。总人口264，其中男性138人，女性126人；农业户口260人，非农业人口4人；18岁以下人口60人，18-35岁人口58人，35-60岁人口108人，60岁以上人口38人（2006年）。耕地面积29公顷（2006年）。行政区划代码370181106226。